# Гавриков, Виктор Прокофьевич
Виктор Прокофьевич Гавриков (род. 1943) — российский деятель науки. Кандидат исторических наук, профессор, ректор Тверского государственного университета в 2007—2009 годах.

## Биография
Родился в 1943 году под Владикавказом в семье рабочих.

### Образование
В 1969 году окончил исторический факультет, позднее — аспирантуру Ставропольского педагогического института.
В 1995 году окончил социологический факультет Академии государственной службы при Президенте РФ.

### Карьера
С 1972 года преподавал в Новокузнецком педагогическом институте, с 1983 года — в Тверском государственном университете.
В 1986—2007 годах — проректор по учебно-воспитательной работе ТвГУ.
Инициатор и активный участник создания факультета управления и социологии, методического центра компьютеризации учебного процесса ТвГУ.
В течение нескольких лет являлся председателем и заместителем председателя комиссий Рособрнадзора по аттестации и аккредитации вузов РФ.
С 1997 года — профессор.
В 2007—2009 годах — ректор ТвГУ. Ввёл рейтинговую систему обучения. ТвГУ успешно прошёл процедуру комплексной оценки, лицензирования и аккредитации, была разработана программа по устранению недостатков, выявленных при экспертизе деятельности вуза. В ТвГУ были открыты виртуальный филиал Русского Музея и объединенная лаборатория математического моделирования сложных ядерных систем и процессов (ТвГУ и Объединенного института ядерных исследований в Дубне). Научная библиотека ТвГУ получила большой книжный дар от Оксфордско-Российского фонда.
С 2009 года — заведующий кафедрой политологии, руководитель магистерской программы, преподаватель политологии и социологии.

## Сфера научных интересов
- Социология управленческой деятельности.
- Проблема модернизации системы образования.
- Нормативно-правовое обеспечение образовательного процесса.
- Компьютеризации учебного процесса.[1]

## Авторство
Более 60 научных публикаций.

## Награды
- Знак «Почетный работник высшего образования».
- Знак «Заслуженный работник высшей школы».[1]